# فاضل جلال
فاضل جلال (انگلیسی: Fadel Jilal؛ زادهٔ ۴ مارس ۱۹۶۴) بازیکن سابق فوتبال اهل مراکش است. 
وی عضو تیم ملی فوتبال مراکش در جام جهانی فوتبال ۱۹۸۶ بوده است.